# Aetheomorpha regalini
Aetheomorpha regalini es un coleóptero de la familia Chrysomelidae.
Fue descrita científicamente por primera vez en 2000 por Medvedev.